# Lasiocala fulvohirta
Lasiocala fulvohirta är en skalbaggsart som beskrevs av Blanchard 1851. Lasiocala fulvohirta ingår i släktet Lasiocala och familjen Rutelidae. Utöver nominatformen finns också underarten L. f. neitamorenoi.